# 콘샐러드

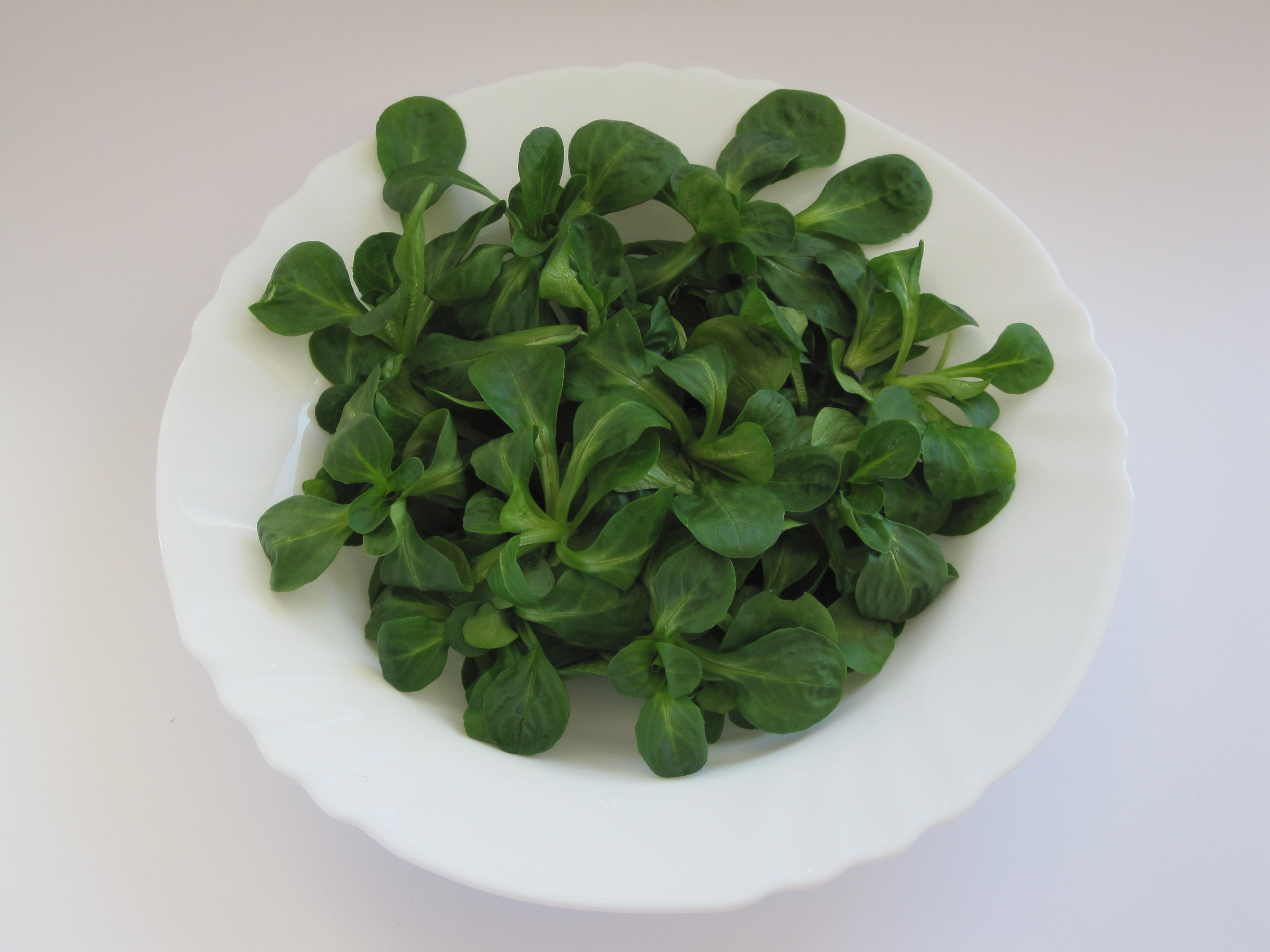
콘 샐러드

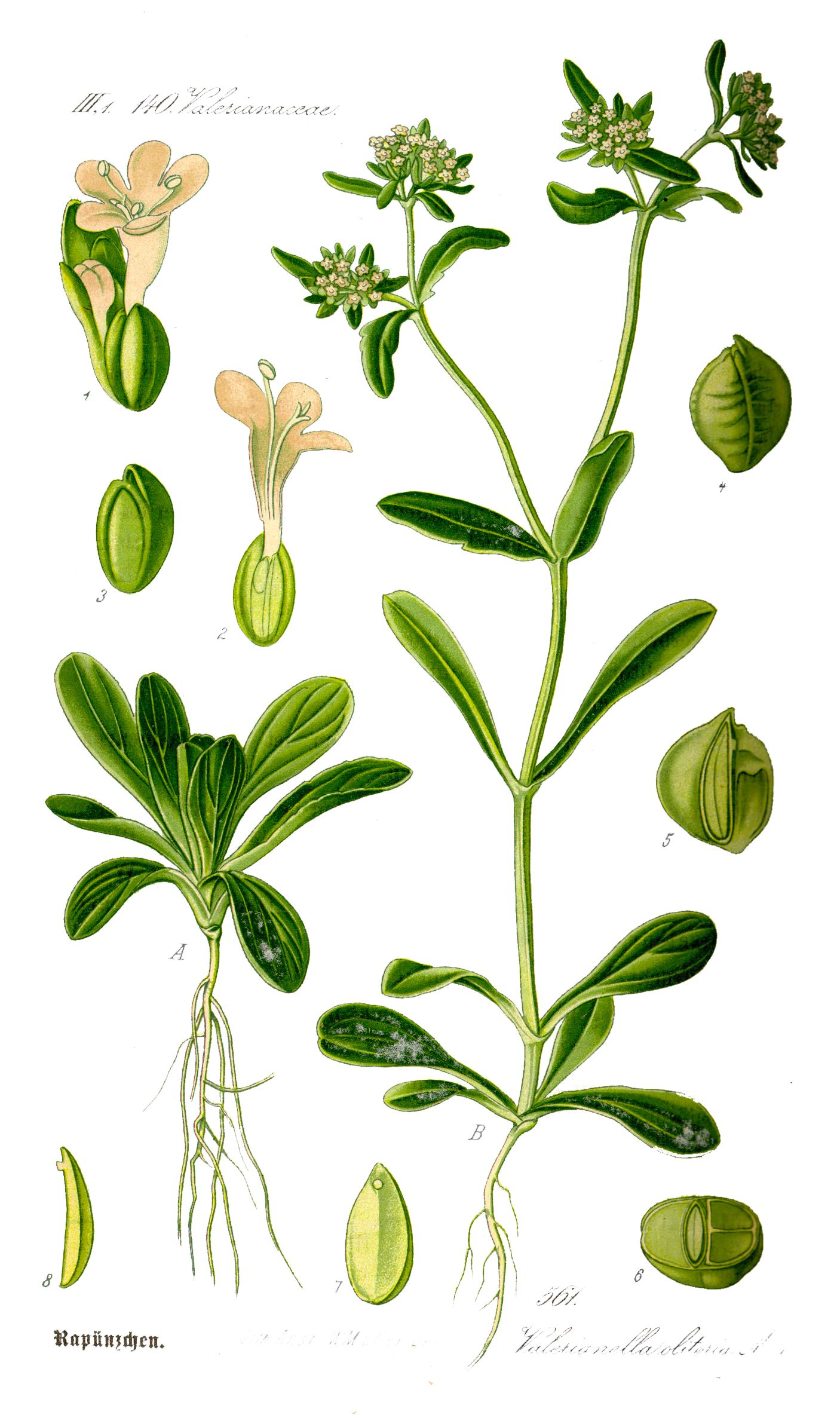
Valerianella locusta Thomé 그림 (1885년): 식물과 꽃, 씨를 보여준다.

콘샐러드(corn salad, Valerianella locusta)는 잎채소로 먹는, 크기가 작은 한해살이 식물이다. 견과류맛이 나며 어두운 녹색을 띄며 식감은 부드럽고 샐러드용 채소로 대중화되어 있다. 그 외의 용어로는 커먼 콘샐러드(common cornsalad), 마타리상추(lamb's lettuce), mâche (/mɑːʃ/), fetticus, feldsalat, 너트 레터스(nut lettuce), 필드 샐러드(field salad), 라푼젤(rapunzel)이 있다. 프랑스 요리를 전문으로 하는 식당에서는 mâche라는 용어 대신 '두쎄 트'(doucette), raiponce이라고 부르기도 한다. 독일어를 사용하는 스위스에서는 Nüsslisalat 또는 Nüssler라고 하며 이 지역의 수많은 영어권 화자에서 차용한 단어들이다. 일반적으로 이 샐러드에는 썰은 삶은 달걀과 으깬 베이컨을 곁들인다.

## 개요
콘샐러드는 최대 15.2 센티미터 길이의 주걱 모양의 잎으로 성장한다. 구황 식물의 하나이다.

## 서식지
콘샐러드는 유럽, 아프리카 북부, 아시아 서부의 일부 지역에서 야생으로 자란다. 유럽과 아시아에서는 경작지에서 흔히 볼 수 있는 작물이다. 북아메리카에서는 경작에서 벗어나 동서부 해안 지방에서 야생화되었다.

## 영양분
콘샐러드는 수많은 영양분을 내포하고 있는데, 상추에 비해 3배나 많은 비타민 C, 그리고 베타카로틴, 철분, 칼륨이 포함된다. 꽃이 피기 전에 수확하는 것이 최상이다.

## 동명
- Valeriana locusta 칼 폰 린네
- Valeriana locusta var. olitoria 칼 폰 린네
- Valerianella olitoria (L.) en:Pollich